# Lijst van personen overleden in december 2020
Dit is een lijst van bekende personen die zijn overleden in december 2020.

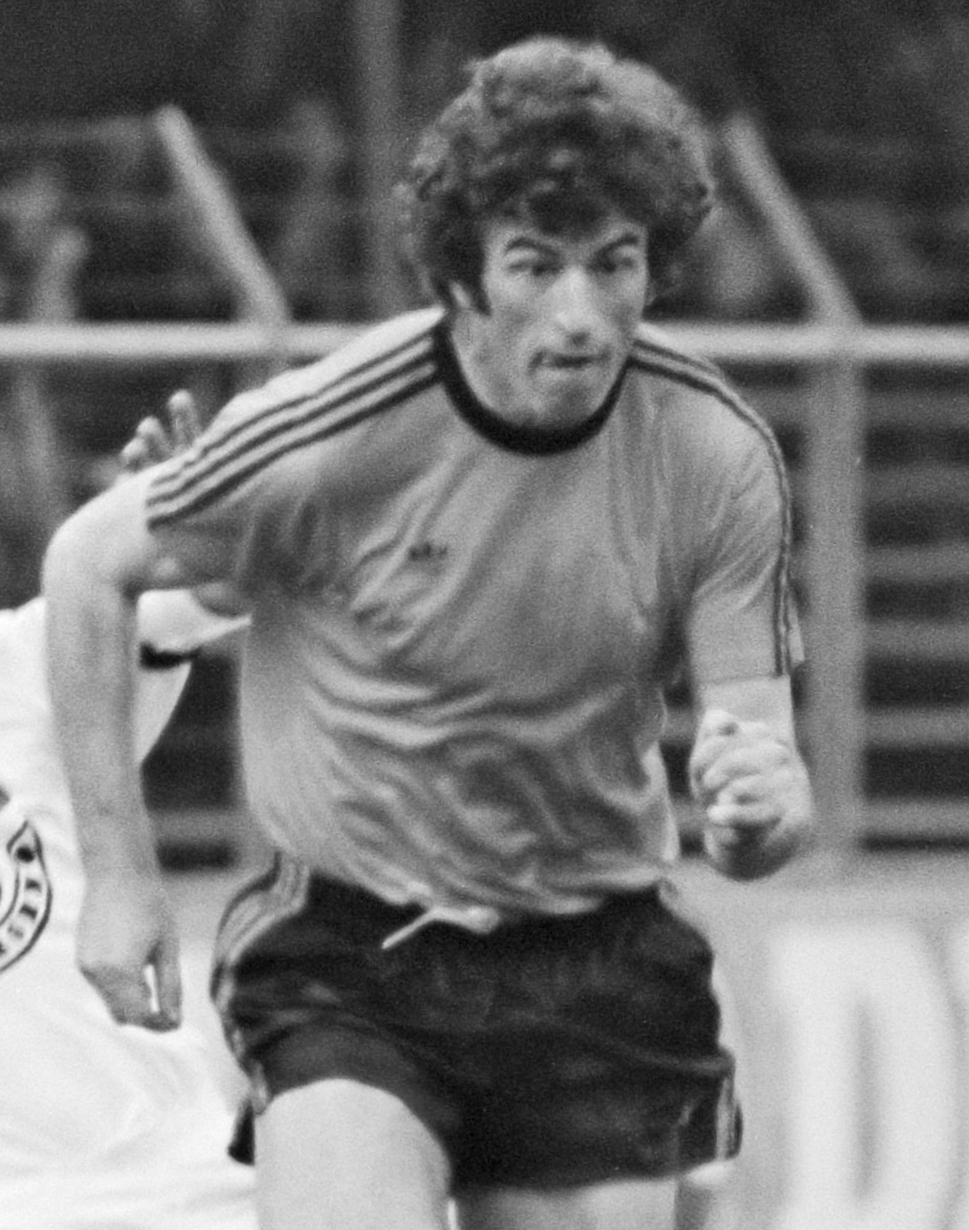
Frank Kramer
1 december

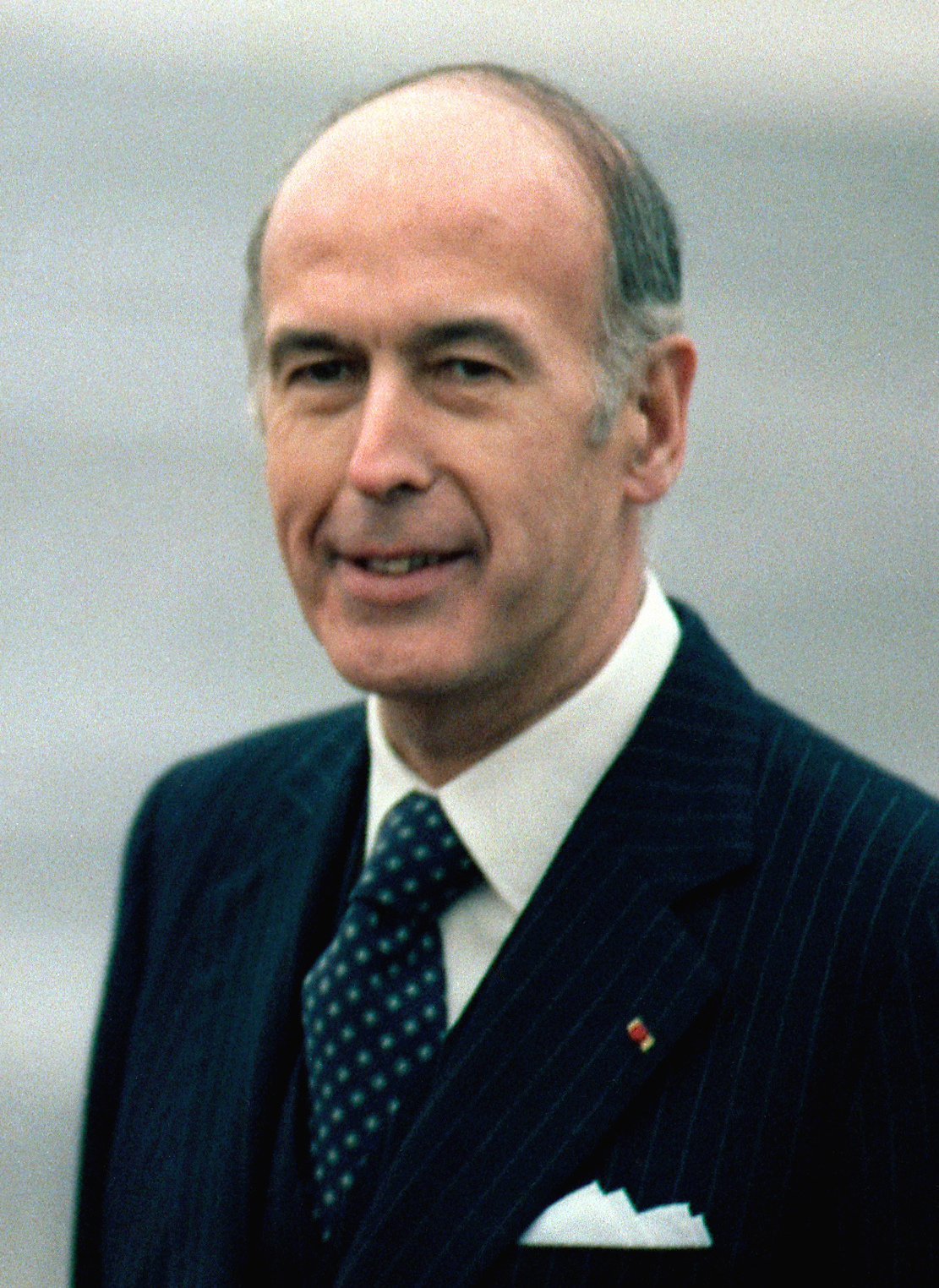
Valéry Giscard d'Estaing
2 december

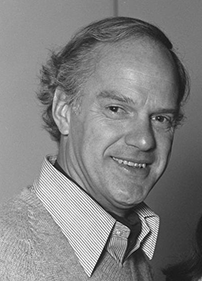
Dolf de Vries
5 december

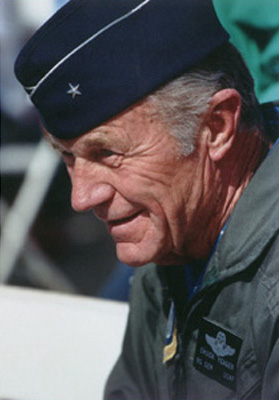
Chuck Yeager
7 december

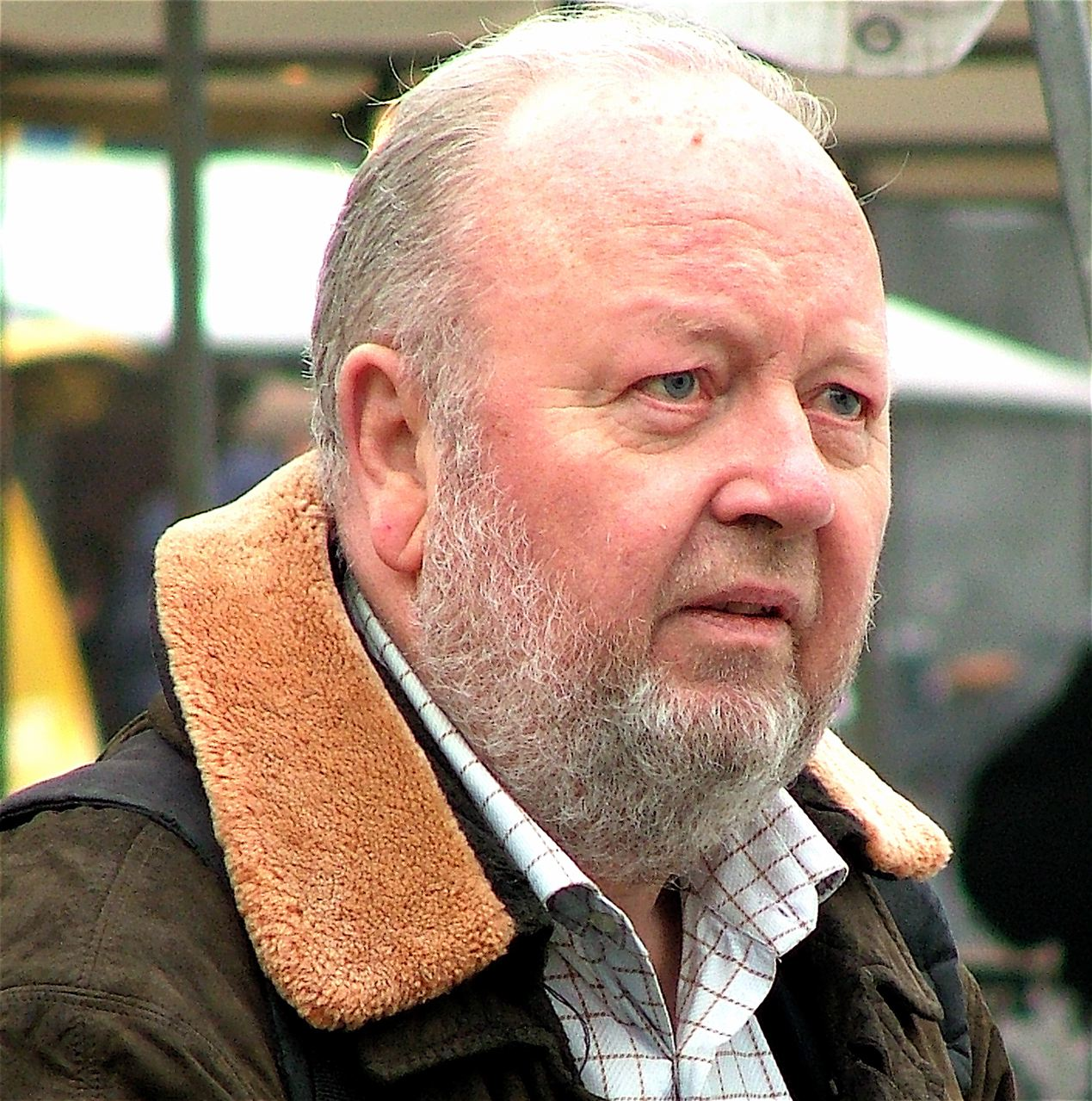
Martin Ros
8 december

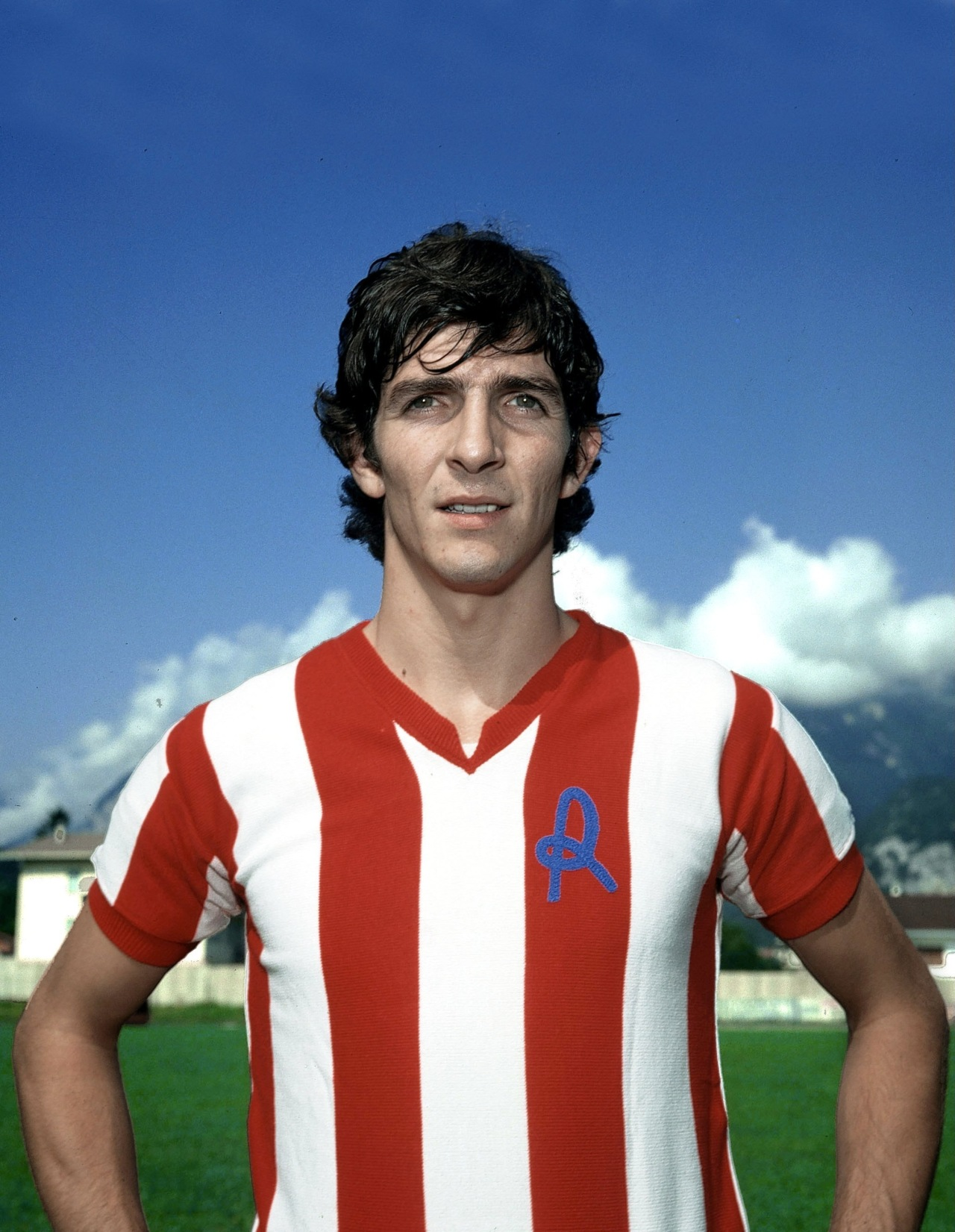
Paolo Rossi
9 december

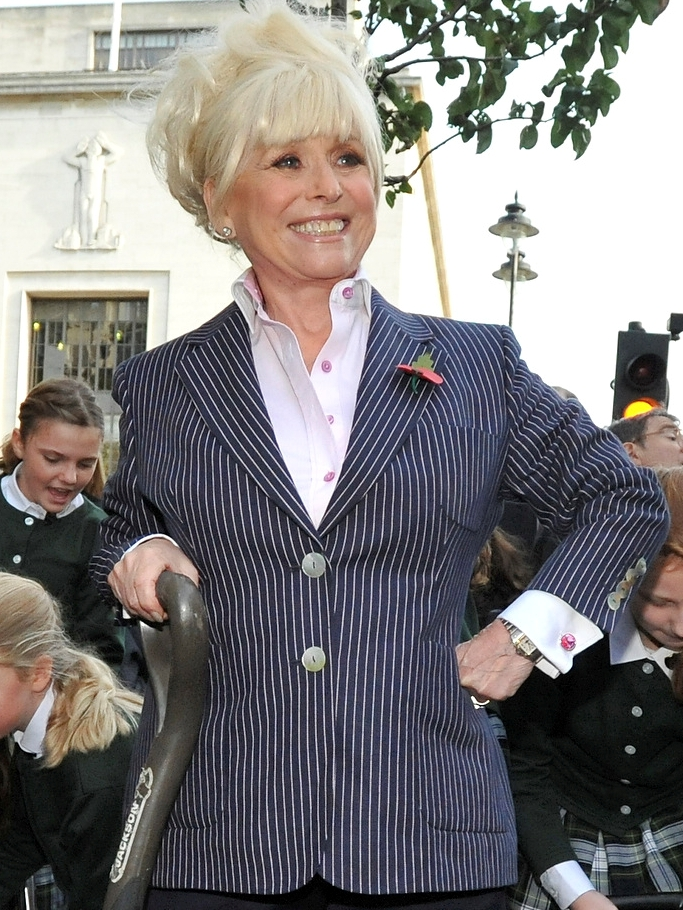
Barbara Windsor
10 december

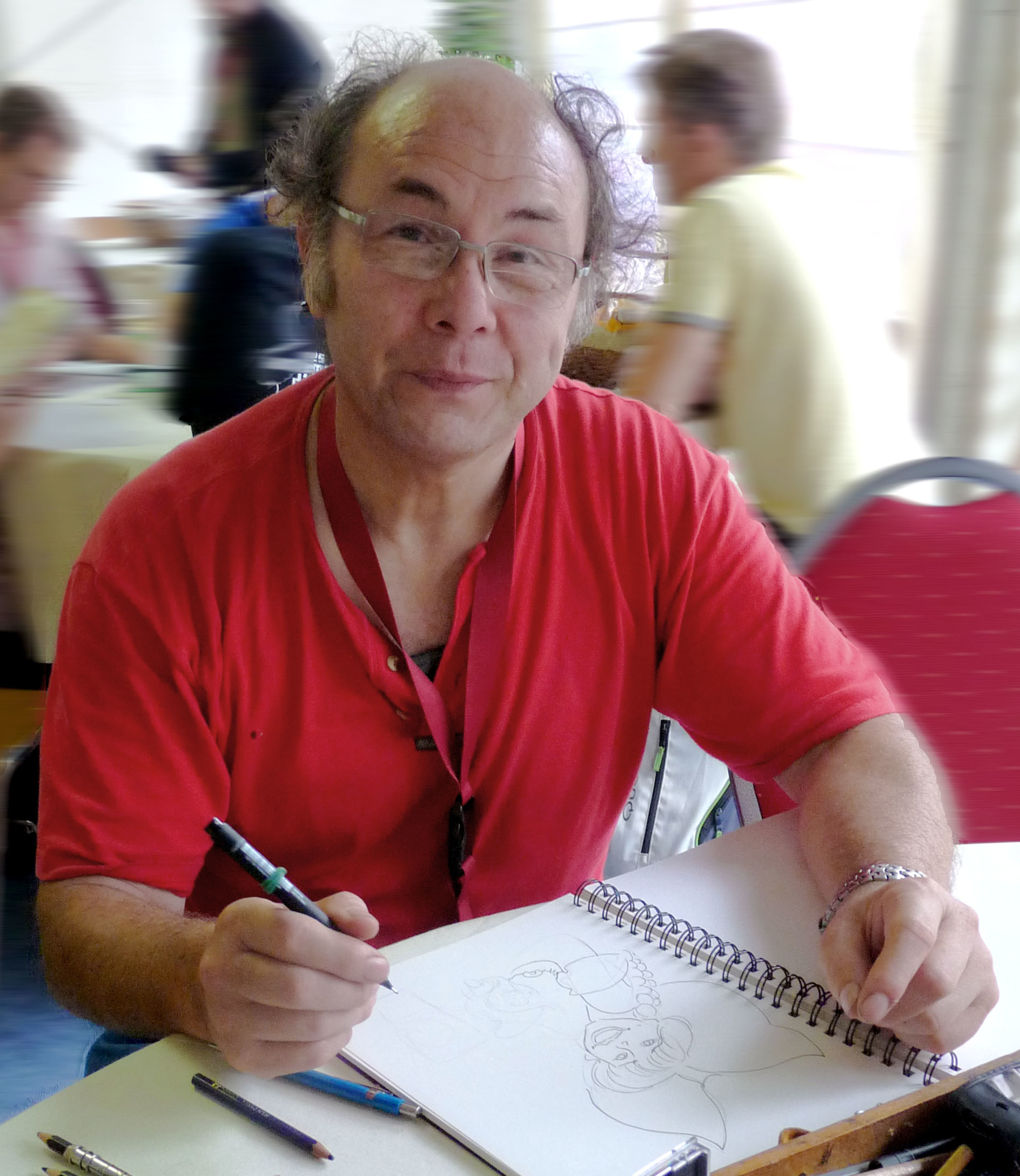
William Tai
11 december

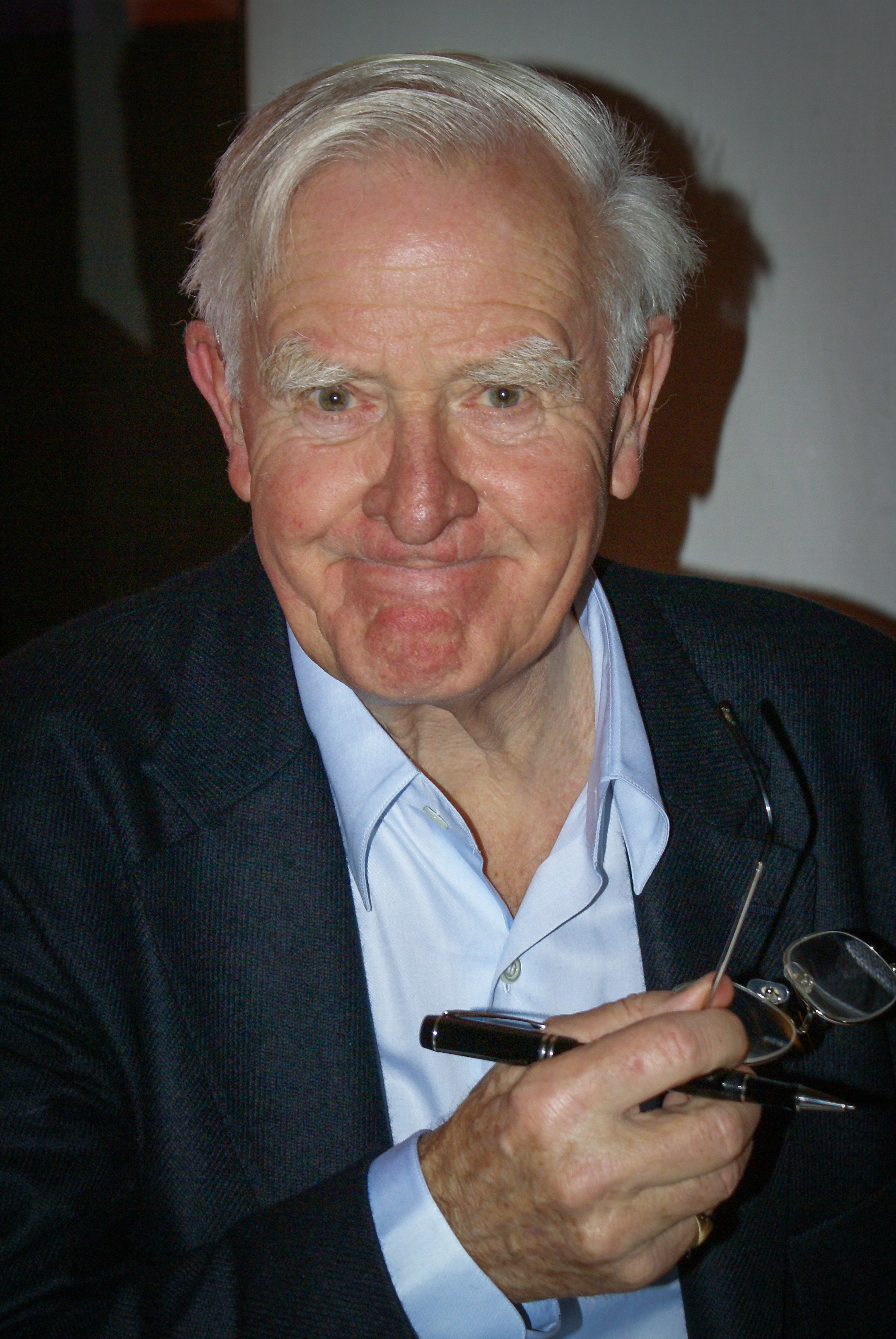
John le Carré
12 december

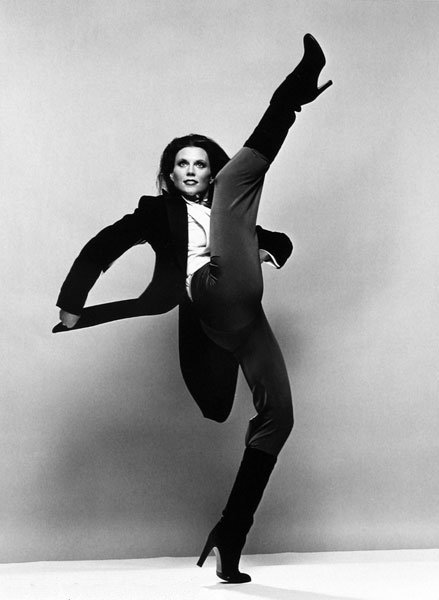
Ann Reinking
12 december

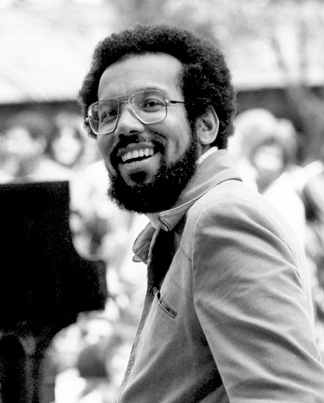
Stanley Cowell
17 december

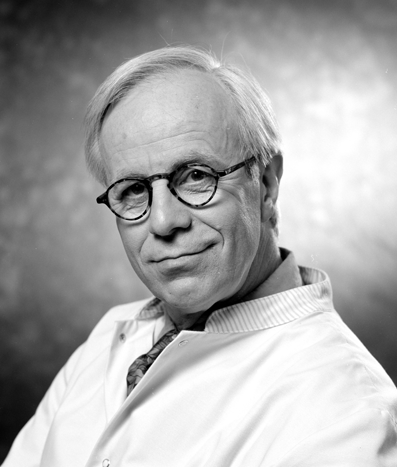
Bram van der Vlugt
19 december

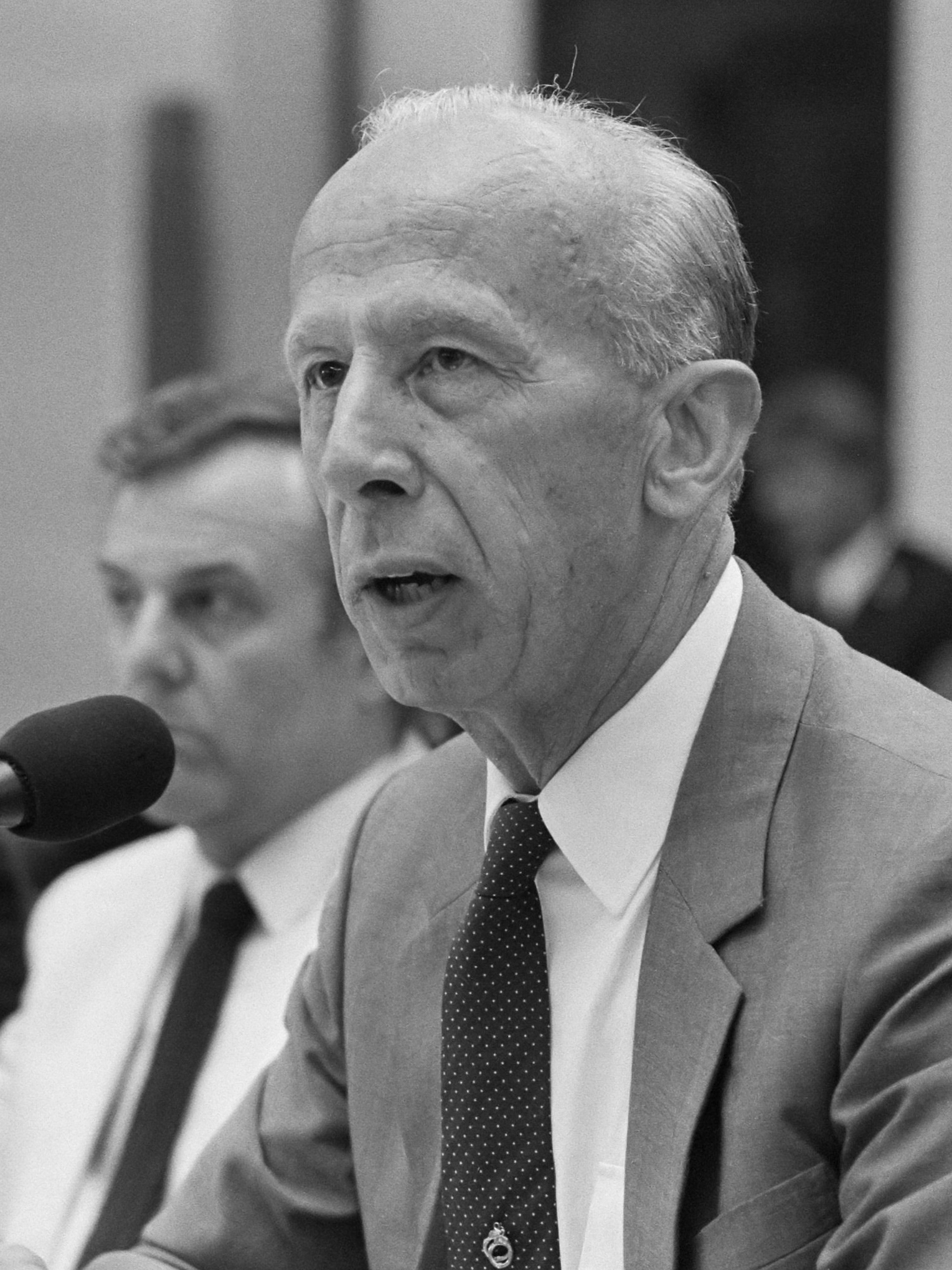
Jan Blaauw
20 december

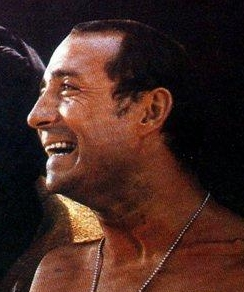
Claude Brasseur
22 december

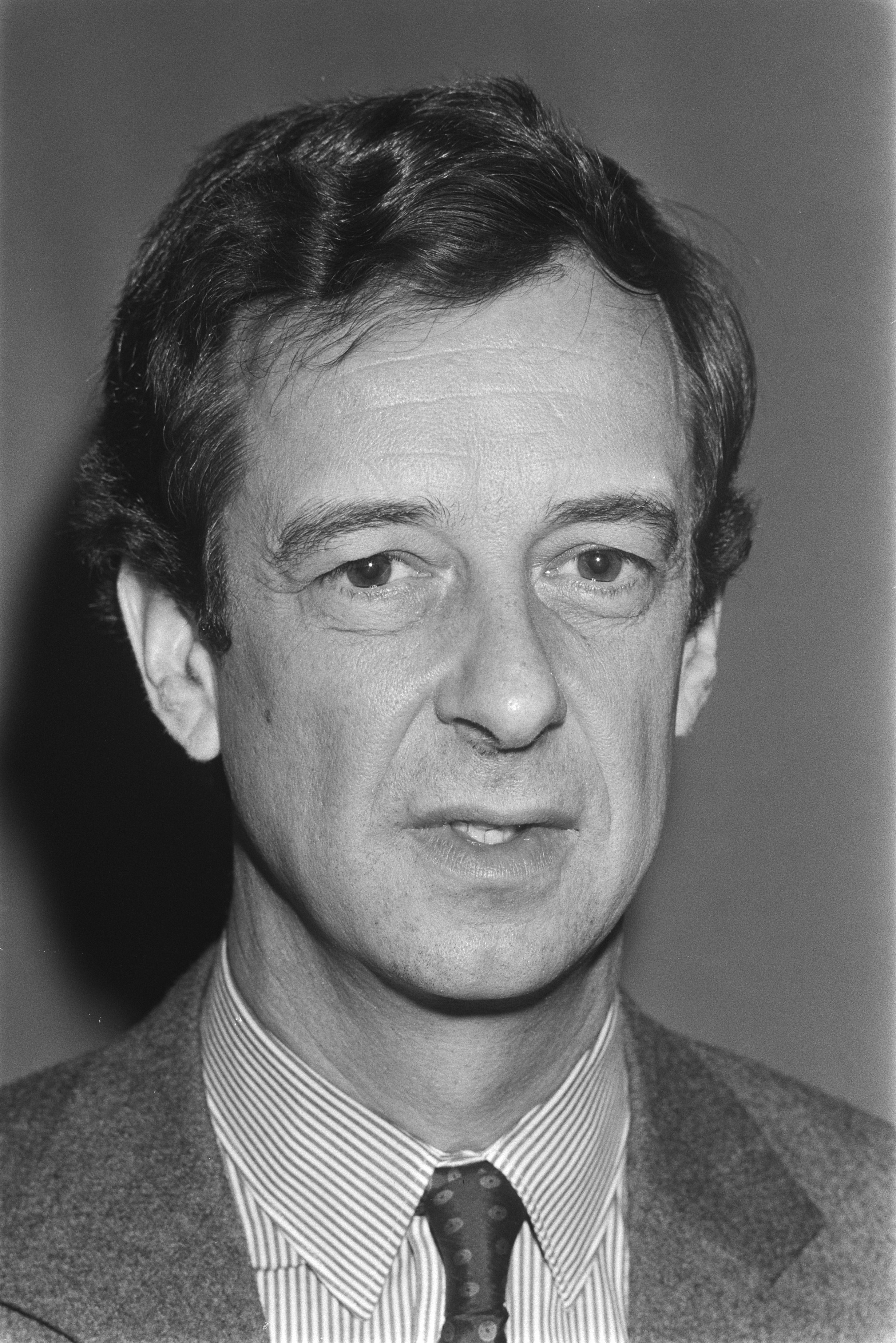
Kees van Lede
22 december

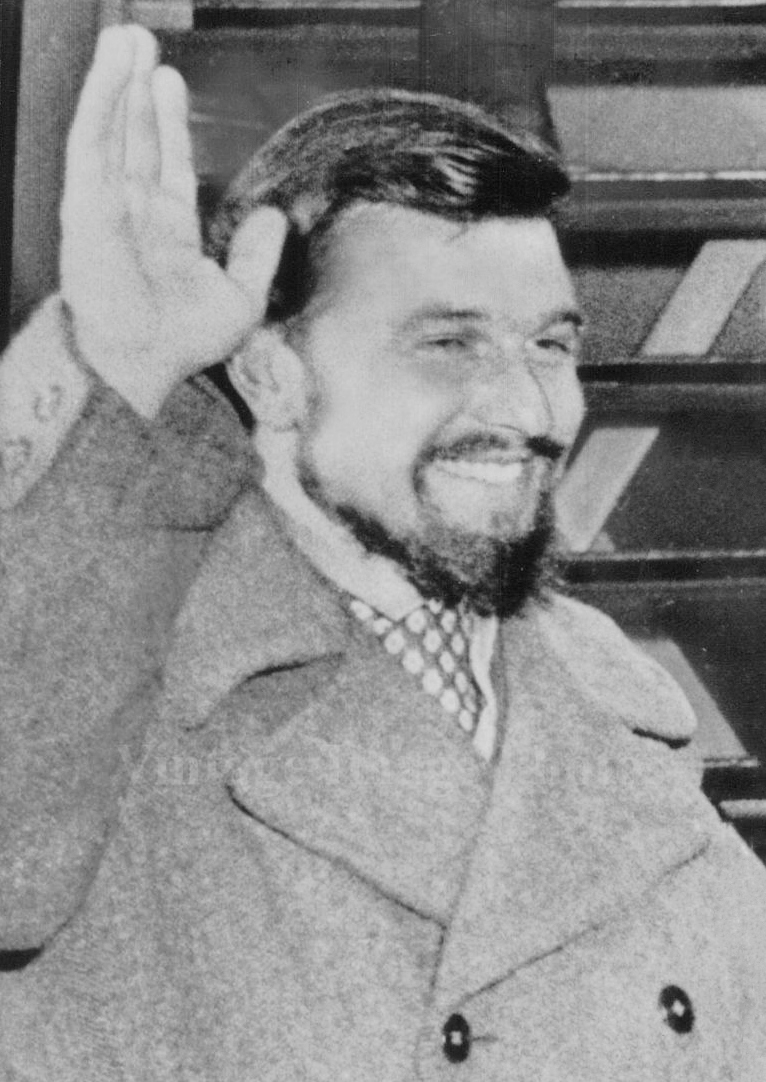
George Blake
26 december

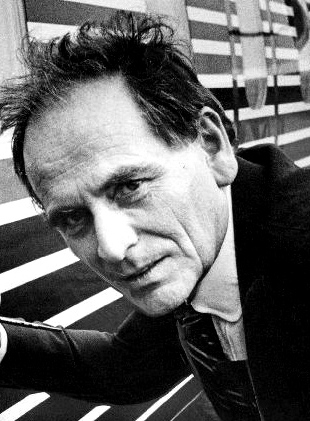
Pierre Cardin
29 december

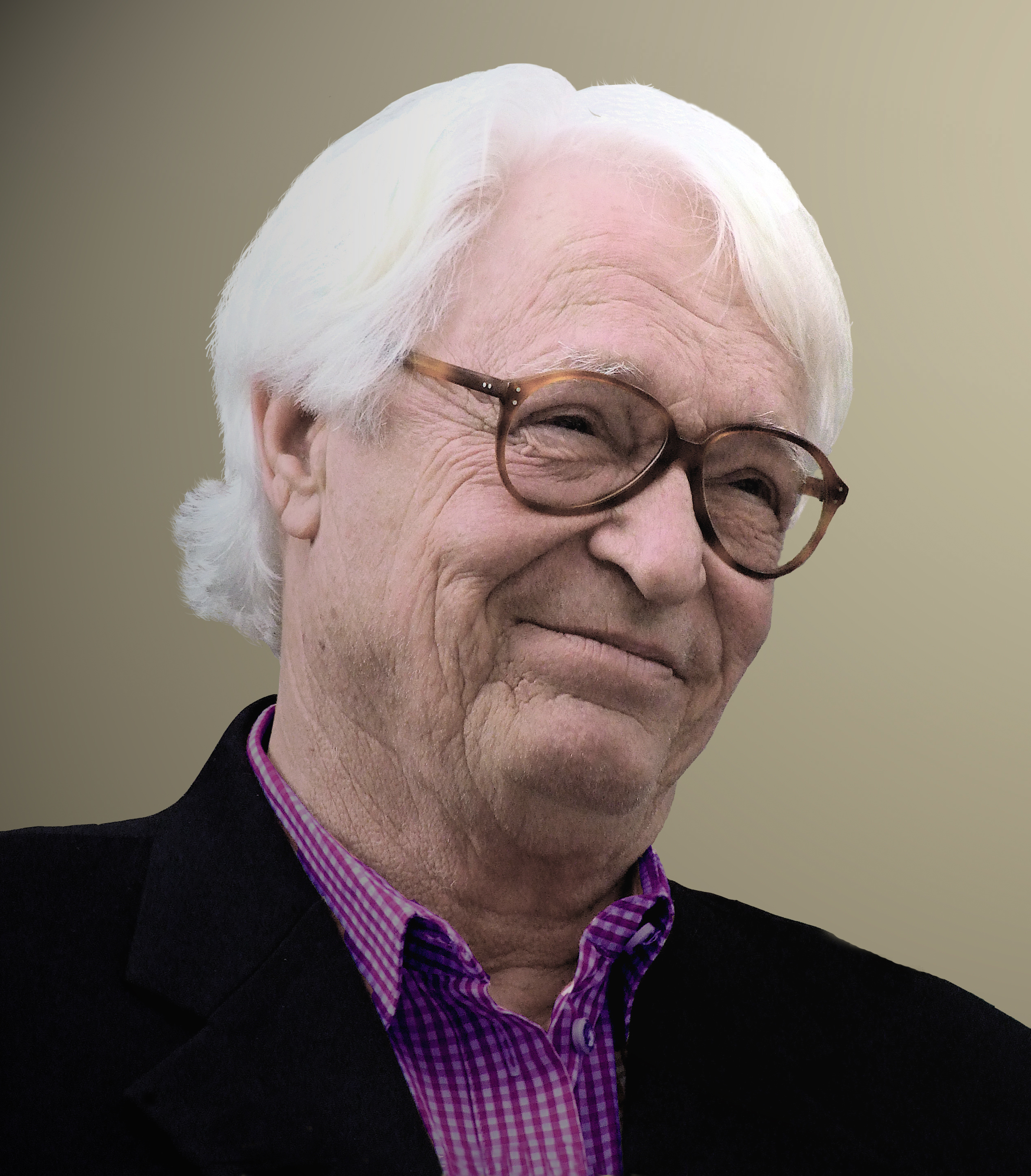
Kees Verkade
29 december

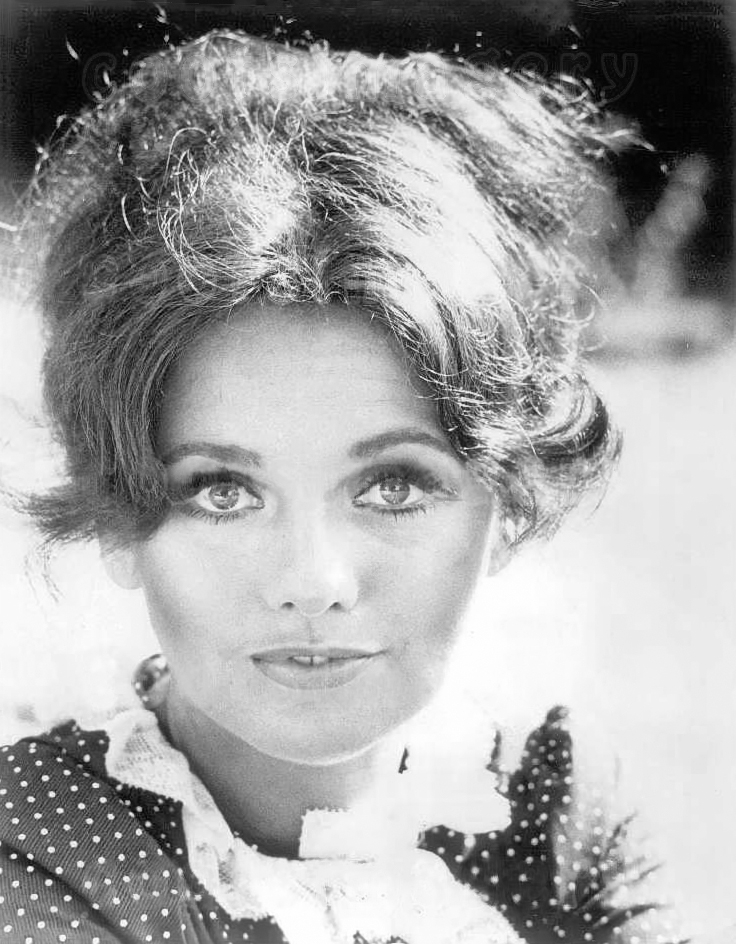
Dawn Wells
30 december

Robert Hossein
31 december

| 1 | 2 | 3 | 4 | 5 | 6 | 7 | 8 | 9 | 10 | 11 | 12 | 13 | 14 | 15 | 16 | 17 | 18 | 19 | 20 | 21 | 22 | 23 | 24 | 25 | 26 | 27 | 28 | 29 | 30 | 31 |
| - | - | - | - | - | - | - | - | - | -- | -- | -- | -- | -- | -- | -- | -- | -- | -- | -- | -- | -- | -- | -- | -- | -- | -- | -- | -- | -- | -- |

### 1 december
- Hugh Keays-Byrne (73), Brits-Australisch acteur en filmregisseur[1]
- Co de Kloet (88), Nederlands radiopresentator en auteur[2]
- Frank Kramer (73), Nederlands voetballer, presentator en sportcommentator[3]
- Arnie Robinson (72), Amerikaans atleet[4]

### 2 december
- Warren Berlinger (83), Amerikaans acteur[5]
- Ludo Busschots (64), Belgisch acteur[6]
- Richard Corben (80), Amerikaans tekenaar en stripauteur[7]
- Valéry Giscard d'Estaing (94), president van Frankrijk[8]
- Rafer Johnson (85), Amerikaans atleet en acteur[9]
- Karin Lindberg (91), Zweeds turnster[10]
- Aldo Moser (86), Italiaans wielrenner[11]
- Pat Patterson (79), Canadees showworstelaar[12]

### 3 december
- Giuseppe Dalla Torre del Tempio di Sanguinetto (77), Italiaans rechtsgeleerde en hoogleraar[13]
- Maria Fyfe (82), Schots politica[14]
- Joke Hagelen (83), Nederlands hoorspelactrice[15]
- Jutta Lampe (83), Duits actrice[16]
- Ron Mathewson (76), Brits jazzbassist[17]
- Waldemar Post (84), Nederlands tekenaar[18]

### 4 december
- Narinder Singh Kapany (94), Indiaas-Amerikaans natuurkundige[19]
- François Leterrier (91), Frans cineast, acteur en scenarioschrijver[20]
- Gerard Platteau (91), Belgisch politicus[21]
- Pamela Tiffin (78), Amerikaans actrice[22]

### 5 december
- Peter Alliss (89), Brits golfspeler, televisiepresentator en commentator[23]
- Viktor Ponedelnik (83), Sovjet-Russisch voetballer en voetbaltrainer[24]
- Dolf de Vries (83), Nederlands acteur en  auteur[25]

### 6 december
- Dejan Dabović (76), Joegoslavisch waterpolospeler[26]
- Roger Deberdt (91), Belgisch psychiater[27]
- László Kuncz (63), Hongaars waterpolospeler[28]
- Džej Ramadanovski (56), Servisch zanger[29]
- Tabaré Vázquez (80), president van Uruguay[30]
- Senta Wengraf (96), Oostenrijks actrice[31]

### 7 december
- Akito Arima (90), Japans kernfysicus en politicus[32]
- Natalie Desselle Reid (53), Amerikaans actrice[33]
- Phyllis Eisenstein (74), Amerikaans schrijfster[34]
- Ursul de Geer (74), Nederlands acteur, regisseur en televisiemaker[35]
- Herman Vos (78), Nederlands politicus[36]
- Rupert Webster (65), Brits acteur, gitarist[37]
- Chuck Yeager (97), Amerikaans gevechtspiloot[38]

### 8 december
- Harold Budd (84), Amerikaans componist[39]
- Raffaele Pinto (75), Italiaans rallyrijder[40]
- Martin Ros (83), Nederlands uitgever, redacteur, boekenrecensent, radiopresentator, schrijver en publicist[41]
- Alejandro Sabella (66), Argentijns voetballer en voetbaltrainer[42]
- Kurt Stettler (88), Zwitsers voetballer en voetbaltrainer[43]

### 9 december
- Koenraad Goudeseune (55), Belgisch dichter, prozaschrijver en recensent[44]
- Alex Olmedo (84), Peruviaans tennisser[45]
- Paolo Rossi (64), Italiaans voetballer[46]

### 10 december
- Tom Lister jr. (62), Amerikaans acteur en professioneel worstelaar[47]
- Joseph Safra (82), Libanees-Braziliaans ondernemer[48]
- Carol Sutton (76), Amerikaans actrice[49]
- Barbara Windsor (83), Brits actrice[50]

### 11 december
- Roland D'Ieteren (78), Belgisch ondernemer[51]
- Gotthilf Fischer (92), Duits koorleider[52]
- Kim Ki-duk (59), Zuid-Koreaans filmregisseur[53]
- William Tai (Malik) (72), Belgisch striptekenaar[54]
- Artjom Tsjernov (38), Russisch ijshockeyspeler[55]

### 12 december
- Bird Averitt (68), Amerikaans basketballer[56]
- John le Carré (89), Brits schrijver[57]
- Coert van Ee (66), Nederlands burgemeester[58]
- Robbie van Erven Dorens (83), Nederlands golfer en hockeyspeler[59]
- Motjeka Madisha (25), Zuid-Afrikaans voetballer[60]
- Charley Pride (86), Amerikaans countryzanger en honkballer[61]
- Ann Reinking (71), Amerikaans actrice, danseres en choreografe[62]
- Jack Steinberger (99), Duits-Amerikaans natuurkundige en Nobelprijswinnaar[63]
- Gene Tyranny (75), Amerikaans componist, pianist[64]
- Ruhollah Zam (47), Iraans journalist[65]

### 13 december
- Otto Barić (88), Kroatisch voetballer en voetbaltrainer[66]
- Ambrose Mandvulo Dlamini (52), premier van Swaziland[67]
- James McLane (90), Amerikaans zwemmer[68]

### 14 december
- Gérard Houllier (73), Frans voetbaltrainer[69]
- Günter Sawitzki (88), Duits voetballer[70]

### 15 december
- Robert Folie (79), Belgisch atleet[71]
- Amy Kreutzkamp-Schotel (93), Nederlands politica[72]
- Zoltan Sabo (48), Servisch voetballer en voetbaltrainer[73]
- Petro Slobodjan (67), Oekraïens-Russisch voetballer en voetbalcoach[74]
- Saufatu Sopoanga (68), Tuvaluaans premier[75]

### 16 december
- Flavio Cotti (81), Zwitsers politicus[76]
- Carl Mann (78), Amerikaans zanger en pianist[77]
- Adila Namazova (94), Azerbeidzjaans kinderarts en cardioloog[78]

### 17 december
- Donato Bilancia (69), Italiaans seriemoordenaar[79]
- Jeremy Bulloch (75), Brits acteur[80]
- Pierre Buyoya (71), president van Burundi[81]
- Jeff Clayton (65), Amerikaans saxofonist en fluitist[82]
- Stanley Cowell (79), Amerikaans jazzmuzikant en -componist[83]
- Doug Crane (85), Amerikaans striptekenaar en animator[84]
- Harold Robinson (88), Amerikaans botanicus[85]

### 18 december
- Han Grijzenhout (87), Nederlands voetbalcoach[86]
- Michael Jeffery (83), Australisch politicus[87]
- Peter Lamont (91), Brits filmmaker[88]
- Òscar Ribas Reig (84), Andorrees politicus[89]
- Timothy Severin (80), Brits schrijver en ontdekkingsreiziger[90]

### 19 december
- Pelle Alsing (60), Zweeds drummer[91]
- Anthony Birley (83), Brits hoogleraar, archeoloog en historicus[92]
- Bill Froberg (63), Amerikaans honkballer en honkbalcoach[93]
- David Giler (77), Amerikaans filmmaker[94]
- Rosalind Knight (87), Brits actrice[95]
- Bram van der Vlugt (86), Nederlands acteur[96]

### 20 december
- Doug Anthony (90), Australisch politicus[97]
- Jan Blaauw (92), Nederlands politiehoofdcommissaris en publicist[98]
- Jacky Morel (88), Belgisch acteur[99]
- Chad Stuart (79), Brits zanger en muzikant[100]
- Peter Williams (81), Brits motorcoureur[101]

### 21 december
- Joost Bellaart (69), Nederlands hockeycoach[102]
- K.T. Oslin (78), Amerikaans countryzangeres en songwriter[103]

### 22 december
- Claude Brasseur (84), Frans acteur[104]
- Edmund M. Clarke (75),  Amerikaans informaticus[105]
- Robbert Keegel (77), Nederlands journalist[106]
- Kees van Lede (78), Nederlands werkgeversvoorzitter[107]
- Jack Lenor Larsen (93), Amerikaans textielontwerper, auteur en verzamelaar[108]
- Stella Tennant (50), Brits model[109]

### 23 december
- Arkadie Andreasjan (73), Armeens-Russisch voetballer en voetbaltrainer[110]
- James Gunn (97), Amerikaans sciencefictionschrijver[111]
- Rebecca Luker (59), Amerikaans actrice[112]
- Frankie Randall (59), Amerikaans bokser[113]
- Leslie West (75), Amerikaans gitarist, vocalist en songwriter[114]
- Rika Zaraï (82), Frans-Israëlisch zangeres[115]

### 24 december
- Ben Binnendijk (93), Nederlands roeier en medicus[116]
- Ivry Gitlis (98), Israëlisch violist[117]
- Harry Kies (67), Nederlands impresario[118]
- J.B. Philibert (89), Nederlands ouderling[119]

### 25 december
- William Bentsen (90), Amerikaans zeiler[120]
- Soumaïla Cissé (71), Malinees politicus[121]
- Reginald Foster (81), Amerikaans priester en latinist[122]
- K.C. Jones (88), Amerikaans basketballer en coach[123]
- Tony Rice (69), Amerikaans bluegrass-gitarist[124]
- Maxim Tsigalko (37), Wit-Russisch voetballer[125]

### 26 december
- George Blake (98), Brits-Nederlands spion[126]
- Jon Huber (41), Amerikaans professioneel worstelaar[127]
- Peter Schmidhuber (89), Duits politicus[128]

### 27 december
- José Luiz Carbone (74), Braziliaans voetballer en coach[129]
- Mohamed El Ouafa (72), Marokkaans politicus en diplomaat[130]
- Sergio Pintor (83), Italiaans bisschop[131]

### 28 december
- Berck (91), Belgisch striptekenaar[132]
- Armando Manzanero (85), Mexicaans componist, pianist en zanger[133]
- Teake van der Meer (83), Nederlands cabaretier[134]
- Fou Ts'ong (86), Chinees pianist[135]
- Wim van Velzen (82), Nederlands politicus[136]

### 29 december
- Claude Bolling (90), Frans jazzcomponist, -pianist, arrangeur en acteur[137]
- Pierre Cardin (98), Frans-Italiaans modeontwerper[138]
- Dzhambulat Khatokhov (21), Russisch dikste kind van de wereld[139]
- Luke Letlow (41), Amerikaans politicus[140]
- Phyllis McGuire (89), Amerikaans zangeres[141]
- John Paul jr. (60), Amerikaans autocoureur[142]
- Luigi Snozzi (88), Zwitsers architect[143]
- Kees Verkade (79), Nederlands beeldend kunstenaar[144]
- Hans Verstraaten (62), Nederlands journalist[145]

### 30 december
- Jos Compaan (62), Nederlands roeister[146]
- Roel Dijkhuis (77), Nederlands hoofdredacteur en directeur[147]
- Joachim Hörster (75), Duits politicus[148]
- Samuel Little (80), Amerikaans seriemoordenaar[149]
- Alto Reed (72), Amerikaans saxofonist[150]
- Harrie Verhoeven (91), Nederlands generaal-overste van de Sacramentijnen[151]
- Dawn Wells (82), Amerikaans actrice[152]
- Eugene Wright (97), Amerikaans jazzbassist[153]

### 31 december
- Tommy Docherty (92), Schots voetballer en voetbalcoach[154]
- Robert Hossein (93), Frans acteur en regisseur[155]
- Maureen Lee (88), Brits romanschrijfster[156]
- Joan Micklin Silver (85), Amerikaans (film)regisseur[157]

### Datum onbekend
- Alexi Laiho (41), Fins zanger en gitarist[158]

januari ·
februari ·
maart ·
april ·
mei ·
juni ·
juli ·
augustus ·
september ·
oktober ·
november ·
december
1900 ·
1901 ·
1902 ·
1903 ·
1904 ·
1905 ·
1906 ·
1907 ·
1908 ·
1909 ·
1910 ·
1911 ·
1912 ·
1913 ·
1914 ·
1915 ·
1916 ·
1917 ·
1918 ·
1919 ·
1920 ·
1921 ·
1922 ·
1923 ·
1924 ·
1925 ·
1926 ·
1927 ·
1928 ·
1929 ·
1930 ·
1931 ·
1932 ·
1933 ·
1934 ·
1935 ·
1936 ·
1937 ·
1938 ·
1939 ·
1940 ·
1941 ·
1942 ·
1943 ·
1944 ·
1945 ·
1946 ·
1947 ·
1948 ·
1949 ·
1950 ·
1951 ·
1952 ·
1953 ·
1954 ·
1955 ·
1956 ·
1957 ·
1958 ·
1959 ·
1960 ·
1961 ·
1962 ·
1963 ·
1964 ·
1965 ·
1966 ·
1967 ·
1968 ·
1969 ·
1970 ·
1971 ·
1972 ·
1973 ·
1974 ·
1975 ·
1976 ·
1977 ·
1978 ·
1979 ·
1980 ·
1981 ·
1982 ·
1983 ·
1984 ·
1985 ·
1986 ·
1987 ·
1988 ·
1989 ·
1990 ·
1991 ·
1992 ·
1993 ·
1994 ·
1995 ·
1996 ·
1997 ·
1998 ·
1999 ·
2000 ·
2001 ·
2002 ·
2003 ·
2004 ·
2005 ·
2006 ·
2007 ·
2008 ·
2009 ·
2010 ·
2011 ·
2012 ·
2013 ·
2014 ·
2015 ·
2016 ·
2017 ·
2018 ·
2019 ·
2020 ·
2021 ·
2022 ·
2023 ·
2024 ·
2025